# Architektura barokowa w Polsce

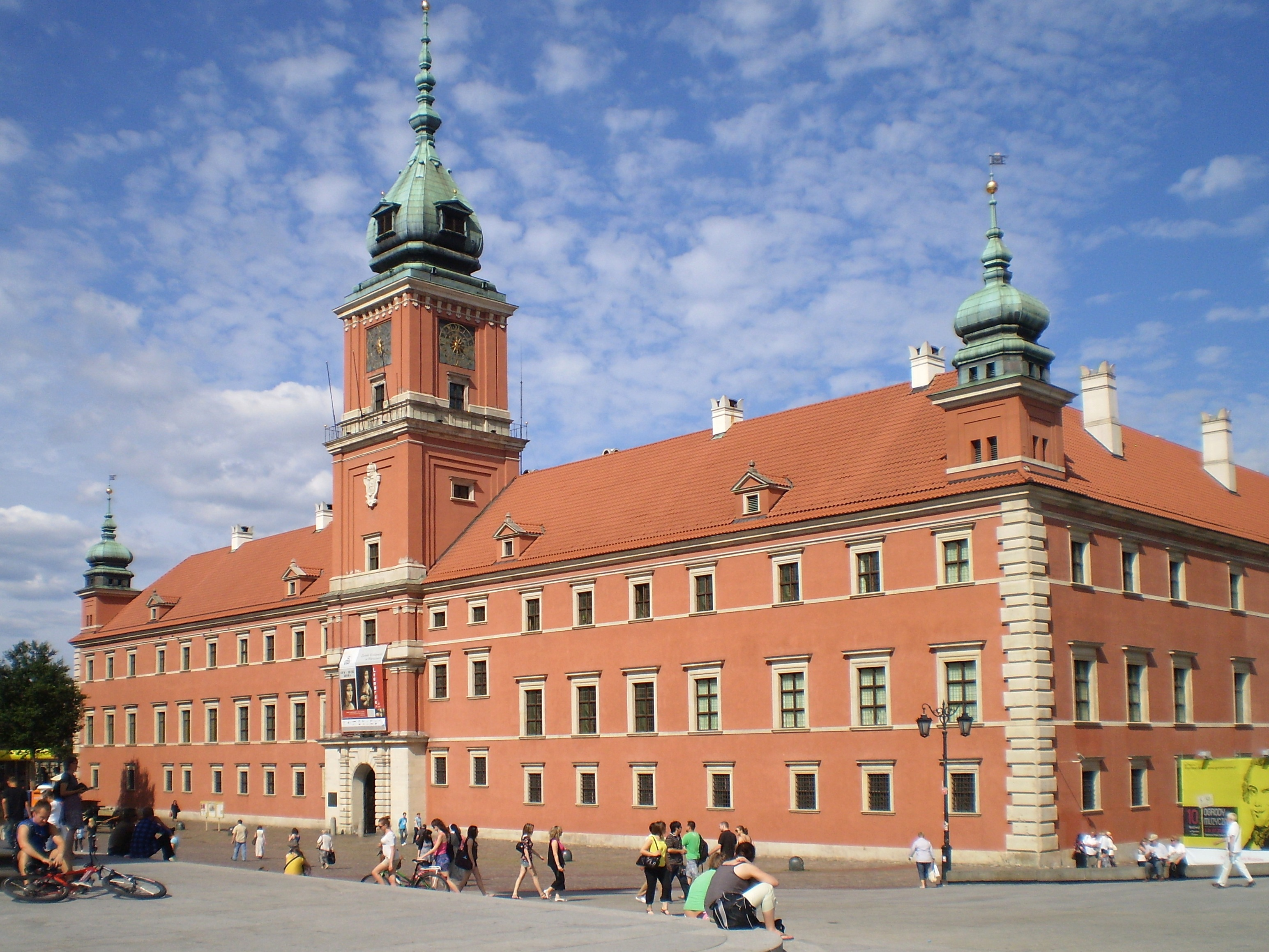
Fasada barokowa Zamku Królewskiego w Warszawie 1614-1619

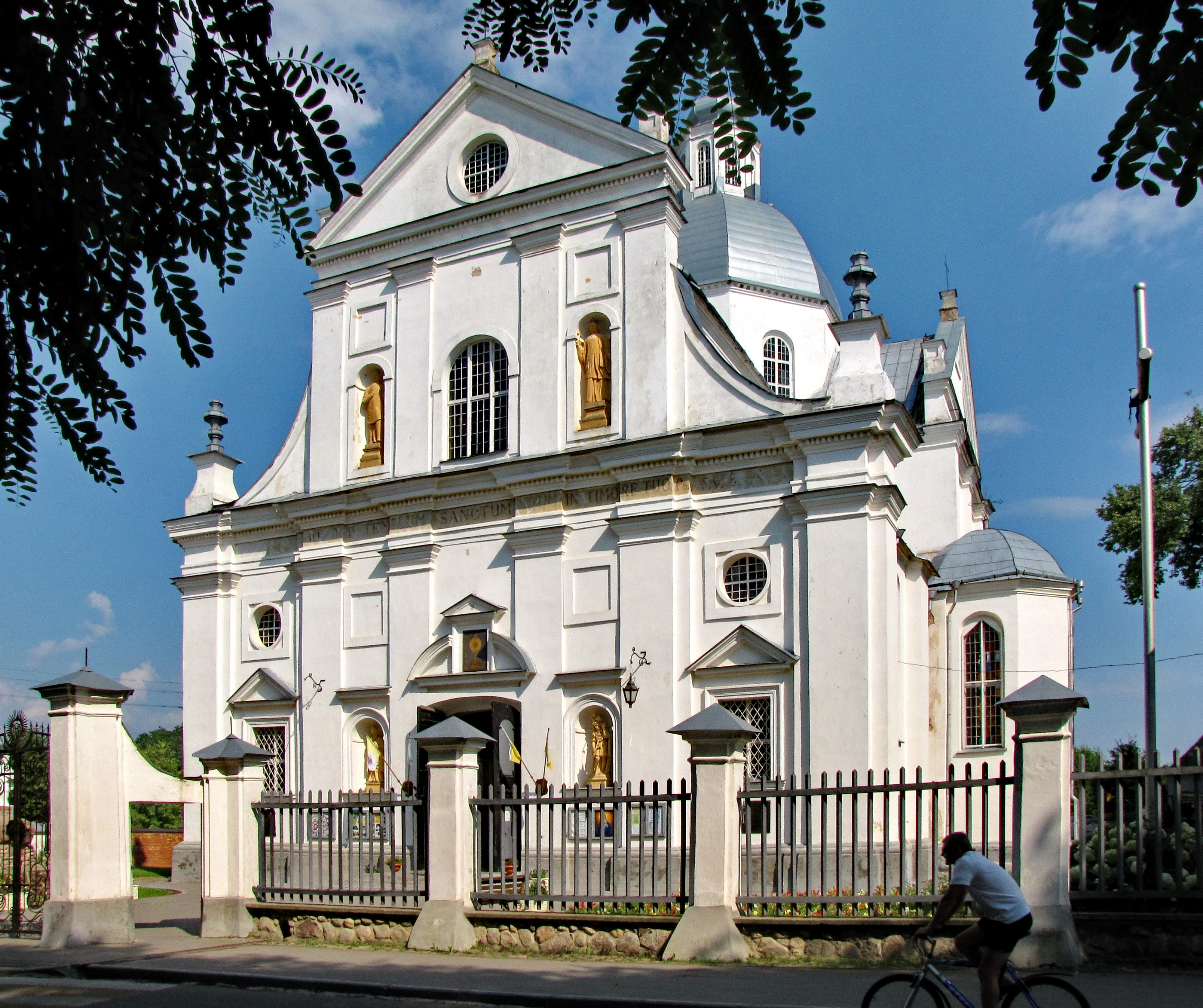
Kościół w Nieświeżu (1584-1593), proj. Giovanni Bernardoni

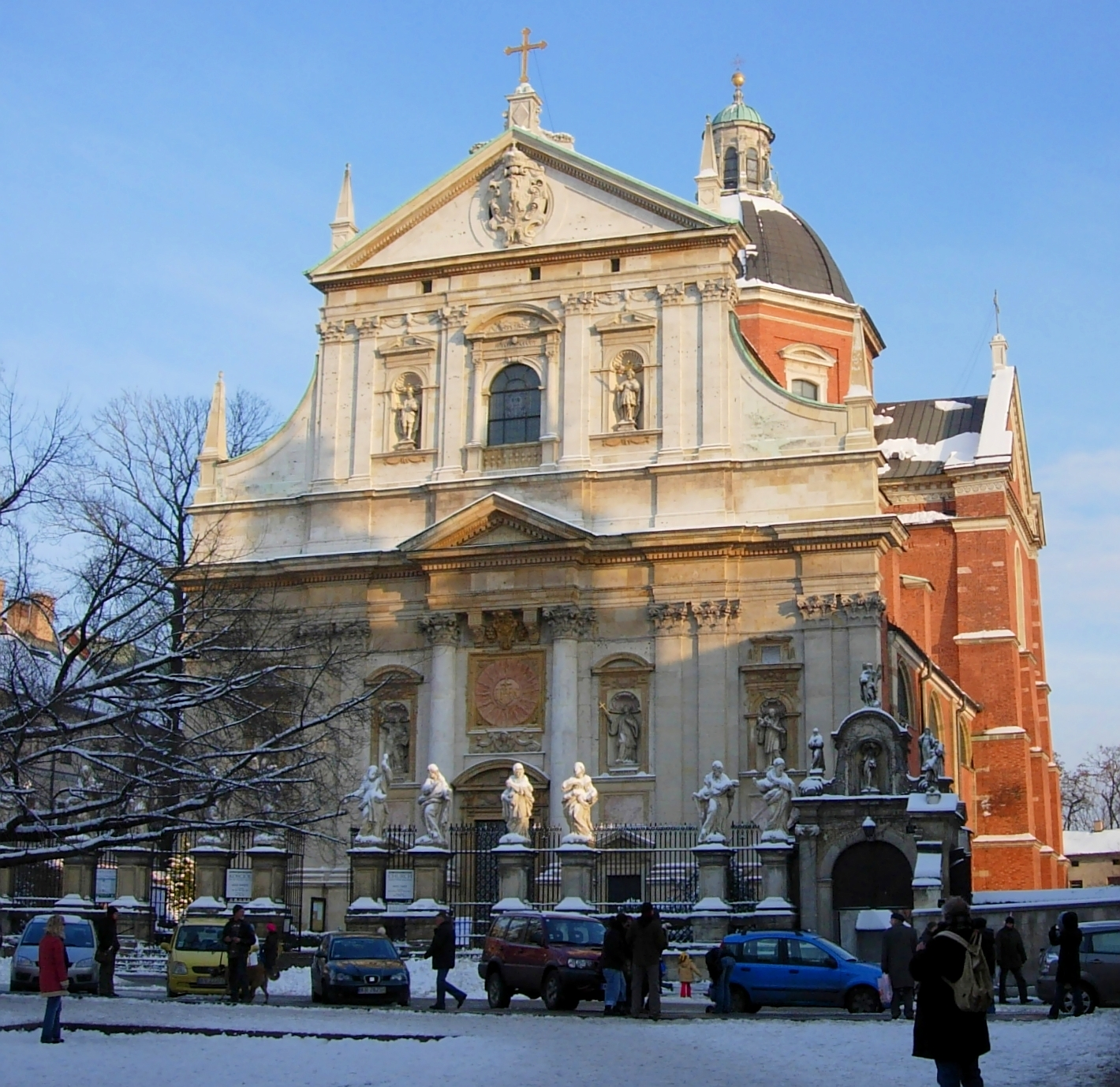
Kościół św. Piotra i Pawła w Krakowie (1597-1619), fasada proj. Giovanni Trevano

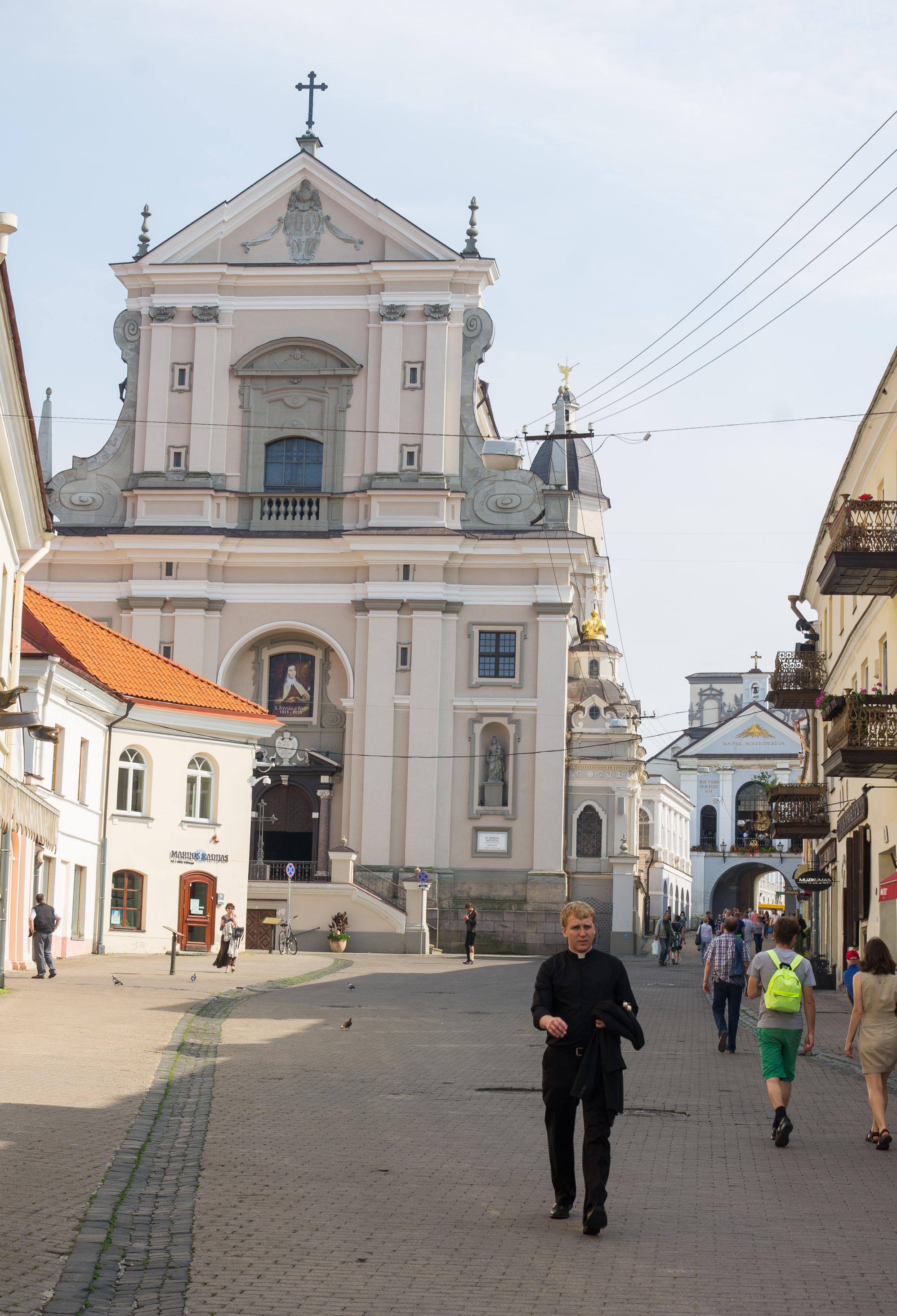
Kościół św. Teresy w Wilnie (1635–1650), proj. Constantino Tencalla

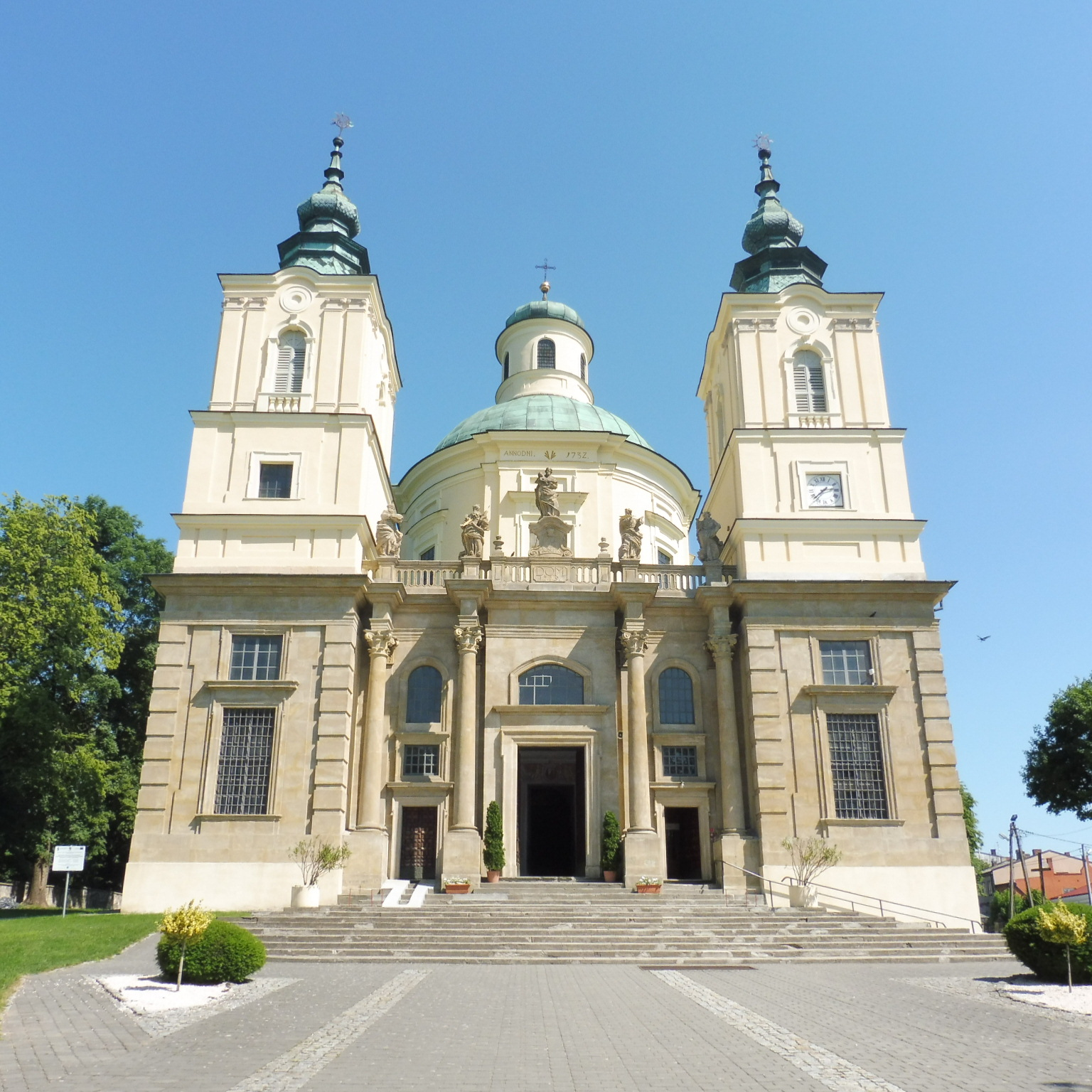
Kościół św. Józefa w Klimontowie (1643-1650), proj. Wawrzyniec Senes

Architektura barokowa w Polsce – dzieła architektoniczne powstałe w Polsce w okresie kontrreformacji i długoletnich wojen, zgodnie z założeniami sztuki barokowej. Był to czas wojen ze Szwecją, Rosją, Turcją oraz powstań kozackich: Kosińskiego, Nalewajki, Chmielnickiego.
Etapy baroku w Polsce można podzielić na główne okresy pokrywające się z czasem panowania władców:
- z dynastii Wazów, nazywany stylem Wazów, barok wzorowany na twórczości Berniniego, w tym okresie wczesne formy baroku współistnieją z okresem późnego renesansu (manieryzmem)
- okres panowania Jana III Sobieskiego, w którym barok stał się stylem dominującym; oprócz wzorów włoskich widoczna jest odmiana baroku klasycyzującego
- czas panowania władców saskich, okres późnego baroku, w którym dominują wzory włoskie, rokoko francuskie i drezdeńskie, a także powstaje swoisty styl tzw. barok wileński.

## Początki baroku w Polsce

### Architektura sakralna
Barok pojawił się pod koniec XVI wieku, w okresie dominacji w architekturze polskiej stylistycznej formy późnego renesansu z przewagą manieryzmu. Prekursorami nowego stylu byli jezuici, sprowadzeni do Polski w 1564 r., cieszący się poparciem dworu i magnaterii. W Polsce, podobnie jak w innych krajach Europy, pierwsze barokowe kościoły, budowane przez architektów – zakonników, były wzorowane na rzymskim Il Gesù. Do tego typu realizacji powstałych w ówczesnych granicach Rzeczypospolitej należą:
- kościół w Nieświeżu (1584–1593) (jako pierwszy barokowy kościół w Polsce), zbudowany przez Giovanniego Marii Bernardoniego jako trójnawowa bazylika z kopułą nad skrzyżowaniem nawy głównej z transeptem i dwoma parami kaplic przylegających do naw bocznych. Kościół został ufundowany przez Mikołaja Krzysztofa Radziwiłła Sierotkę a prace związane z jego budową zostały podjęte w 1582 r., jeszcze przed ukończeniem kościoła Il Gesù;
- Kościół Jezuitów w Lublinie (obecnie katedra), budowany (1586–1604) według planów Giovanniego Marii Bernardoniego;
- Kolegiata Bożego Ciała w Jarosławiu (1591–1594), dzieło Giuseppe Brizio;
- Kościół św. Wojciecha i św. Stanisława Biskupa w Kaliszu, trójnawowa bazylika z emporami, dzieło Giovanniego Marii Bernardoniego (1592–1597);
- kościół św. Piotra i Pawła w Krakowie, rozpoczęty przez Józefa Britiusa (Giuseppe Brizio) w 1597 r., budowany przez Bernardoniego i ukończony w latach 1605–1619 przez Trevano, trójnawowy z trzema parami kaplic i kopułą nad skrzyżowaniem naw;
- Kościół św. Kazimierza w Wilnie zbudowany w latach 1604–1618 przez Pawła Bokszę na podstawie projektu Jana Frankiewicza. Jest to budowla o szerokich i wysokich nawach – środkowej i poprzecznej z kopułą osadzoną nad ich skrzyżowaniem. Kościół był kilkakrotnie przebudowywany. W połowie XVIII w. pracami przy odnowie kościoła kierował Jan Krzysztof Glaubitz. W tym czasie wieże otrzymały późnobarokowe hełmy (przebudowy koniec XIX w. obniżono wieże i zdjęto barokowe hełmy). Dzisiejszy kształt kopuły, wzorowany na mitrze książęcej, został zaprojektowany przez Tomasza Żebrowskiego.

Inne obiekty powstałe w pierwszej fazie baroku w Polsce to:
- Klasztor i kościół Matki Boskiej Anielskiej w Kalwarii Zebrzydowskiej proj. Bernardoni. Pierwsze sanktuarium tego typu w Polsce zbudowano na zlecenie Mikołaja Zebrzydowskiego w Kalwarii Zebrzydowskiej. Charakterystyczną formą budownictwa sakralnego okresu baroku były sanktuaria pozwalające wiernym na odbywanie zakrojonych na szerszą skalę procesji, zwłaszcza nabożeństwa Drogi Krzyżowej. Poszczególne jej stacje – kaplice lokalizowano wśród lasów, na większych, często pagórkowatych terenach. Rozpoczęte przez Bernardoniego dzieło kontynuował Paweł Baudarth, złotnik i architekt flamandzki. Wybudowany w latach 1603-1609 kościół, niewielki, jednonawowy kościół z kwadratowym prezbiterium dość szybko okazał się zbyt mały dla pomieszczenia przybywających na Kalwarię pielgrzymów. Podczas rozbudowy kościoła nawę zmieniono na prezbiterium a od strony wschodniej dobudowano nowy korpus. Mistrz z Antwerpii jest także projektantem szeregu niewielkich i zróżnicowanych kaplic Drogi Krzyżowej, takich jak:
  - zbudowane w latach 1605-1609 – Ratusz Piłata, na planie krzyża greckiego (1605), Dom Kajfasza, na rzucie elipsy; Pałac Heroda, zwieńczony kopułą; Dom Annasza, na planie trójkąta; Ogrójec – kaplica na planie pięcioboku; kaplica Pojmania, kościół Grobu Pana Jezusa, wzorowany na kaplicy Jerozolimskiej;
  - do 1617 r., powstały: kościół Grobu Matki Bożej, Domek Matki Bożej, Wieczernik, kaplice I i II Upadku, kaplica Serca Maryi.
- kościół św. Piotra i Pawła we Lwowie, zbudowany w latach 1610–1630,
- bazylika Zwiastowania NMP w Leżajsku z klasztorem, zbudowany w latach 1618–1628. Podobnie jak klasztor w Kalwarii Zebrzydowickiej założenie cechuje pałacowo-obronny charakter. Projektantem obiektu był włoski architekt Antonio Pellaccini. Klasztor został zbudowany na planie czworoboku otaczającym wirydarz, z niewysokimi pawilonami na narożach. Prace związane z wystrojem wnętrz zostały wykonane przez zakonników. Całość została otoczona murem obronnym z basztami.
- kościół Kamedułów na Bielanach – pierwszą fazę budowy klasztornego kościoła wiąże się z osobą Walentego von Säbischa. W latach 1618–1630 kościół otrzymał dwu wieżową fasadę zaprojektowaną przez Andreę Spezza. Jednonawowy kościół, wzorowany ma świątyniach jezuickich, to jednonawowa budowla, bez transeptu, z trzema parami kaplic. Kolejne dwie kaplice przylegają do prezbiterium. Budynek stanął pośrodku czworobocznego dziedzińca zabudowanego z trzech stron budynkami z pomieszczeniami administracyjno-gospodarczymi. Pustelnie zostały zlokalizowane za kościołem.
- kościół w Nowym Wiśniczu (1616–1621) wraz z klasztorem, przy budowie którego pracował Maciej Trapola.
- kościół św. Teresy w Wilnie, trójnawowy z niezbyt wysoką kopułą zbudowany w latach 1635–1650. Nie ma pewności, kto był jego projektantem, choć dość często wymieniany bywa Jan Józef Urlach. Rozwiązanie fasady to najprawdopodobniej dzieło Konstantego Tencalli,
- kolegiata Świętej Trójcy w Ołyce z lat 1635–1640, projekt Benedetto Molli i Giovanni Maliverna
- kolegiata św. Józefa w Klimontowie (1643–1650) prezentuje zupełnie odmienny typ. Zaprojektowana przez Laurentiusa de Sent (architekt z południowej Szwajcarii, znanego pod nazwiskiem Wawrzyńca Senesa), na planie elipsy z dwupoziomową nawą otaczającą wnętrze świątyni. Do prostokątnego prezbiterium przylegają dwie boczne kaplice. W 1732 została ukończona elipsoidalna kopuła na bębnie z oknami doświetlającymi wnętrze kościoła. Także z XVIII wieku pochodzą dwie wieże dobudowane do fasady świątyni.

Do budownictwa sakralnego należą także kaplice rodowe, znane już wcześniej, budowane są nadal w czasie baroku. Do przykładów tych zabytków należą:
- kaplica królewska Wazów na Wawelu, zbudowana w latach 1664–1676. Z zewnątrz wzorowana na sąsiadującej z nią kaplicy Zygmuntowskiej, wewnątrz dekorowana czarnym marmurem i licznymi symbolami śmierci mówiącymi o przemijaniu życia na ziemi i jego znikomości. Mauzoleum swoim surowym wystrojem dobrze oddaje atmosferę kontrreformacji;
- kaplica św. Kazimierza w Wilnie, zaprojektowana przez Tencallę, zbudowana w latach 1623–1636 na planie kwadratu z kopułą wspartą na bębnie.
- kaplica św. Katarzyny, mauzoleum Zbaraskich w dominikańskim kościele św. Trójcy w Krakowie, zbudowana na planie prostokąta z elipsoidalną kopułą na żaglach w latach 1627–1633. Projekt kaplicy przypisywany jest Tencalli, prace budowlane nadzorowali Andrea i Antonio Castelli

### Architektura świecka

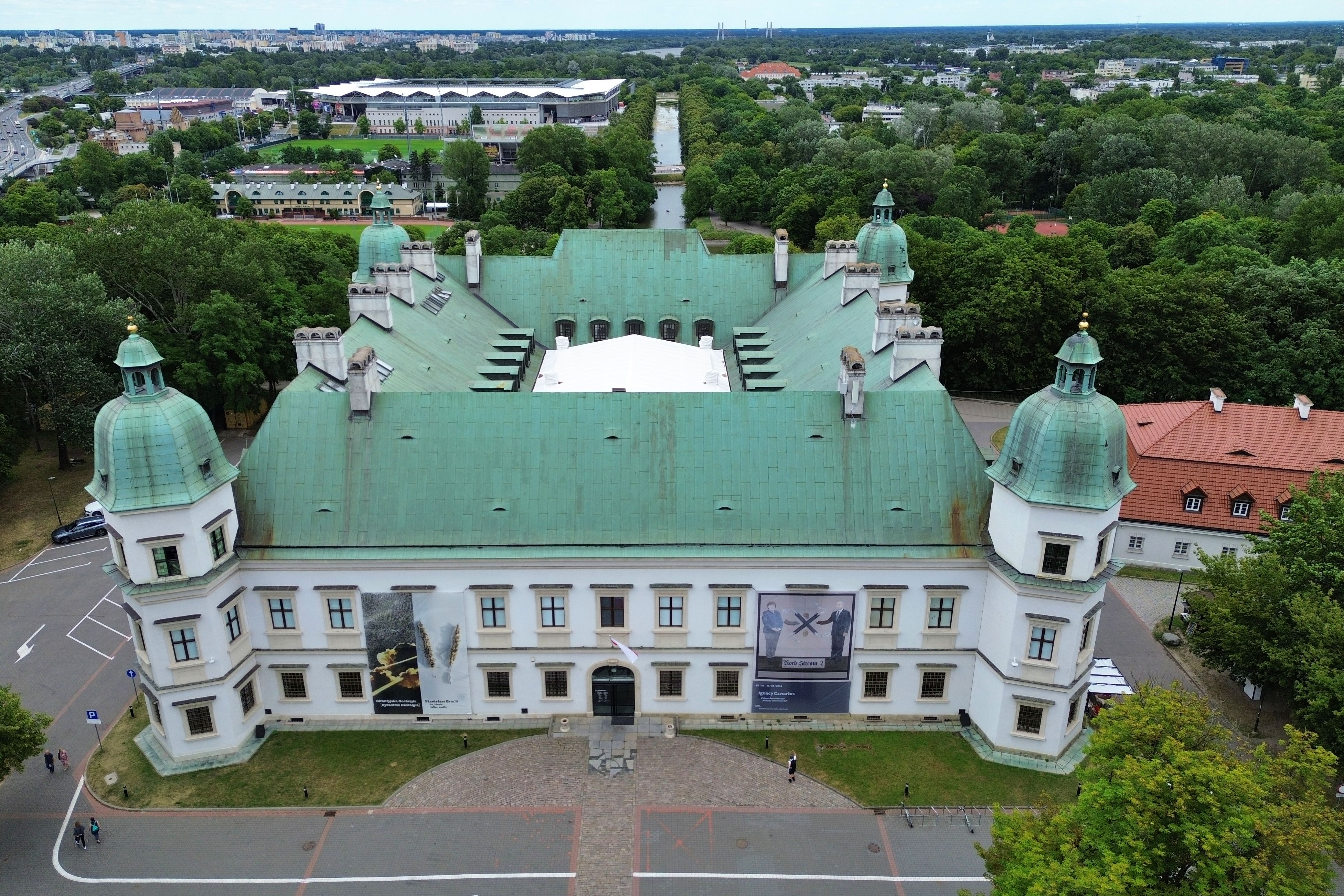
Zamek Ujazdowski w Warszawie

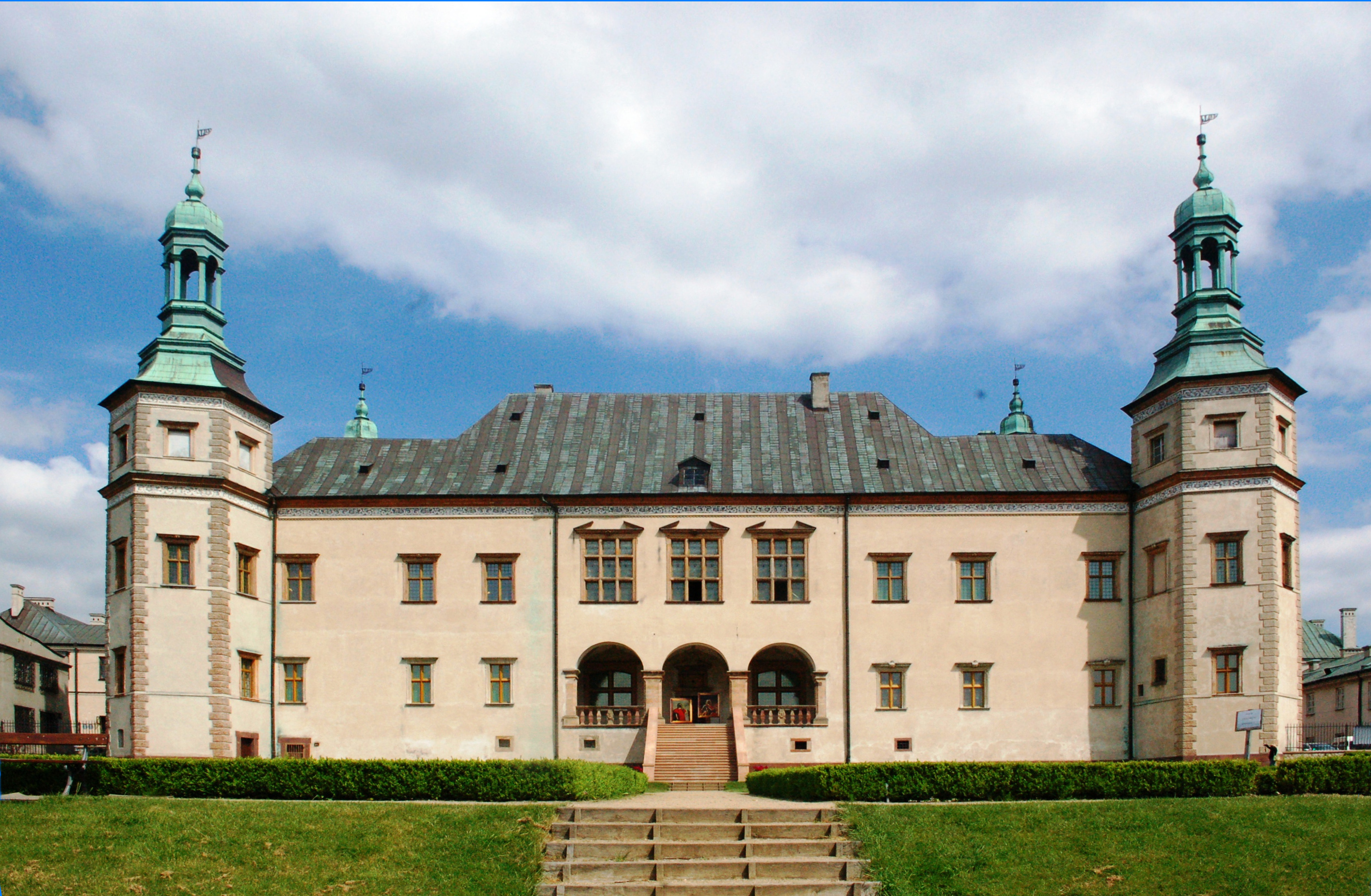
Pałac Biskupów Krakowskich w Kielcach, Tomasz Poncino

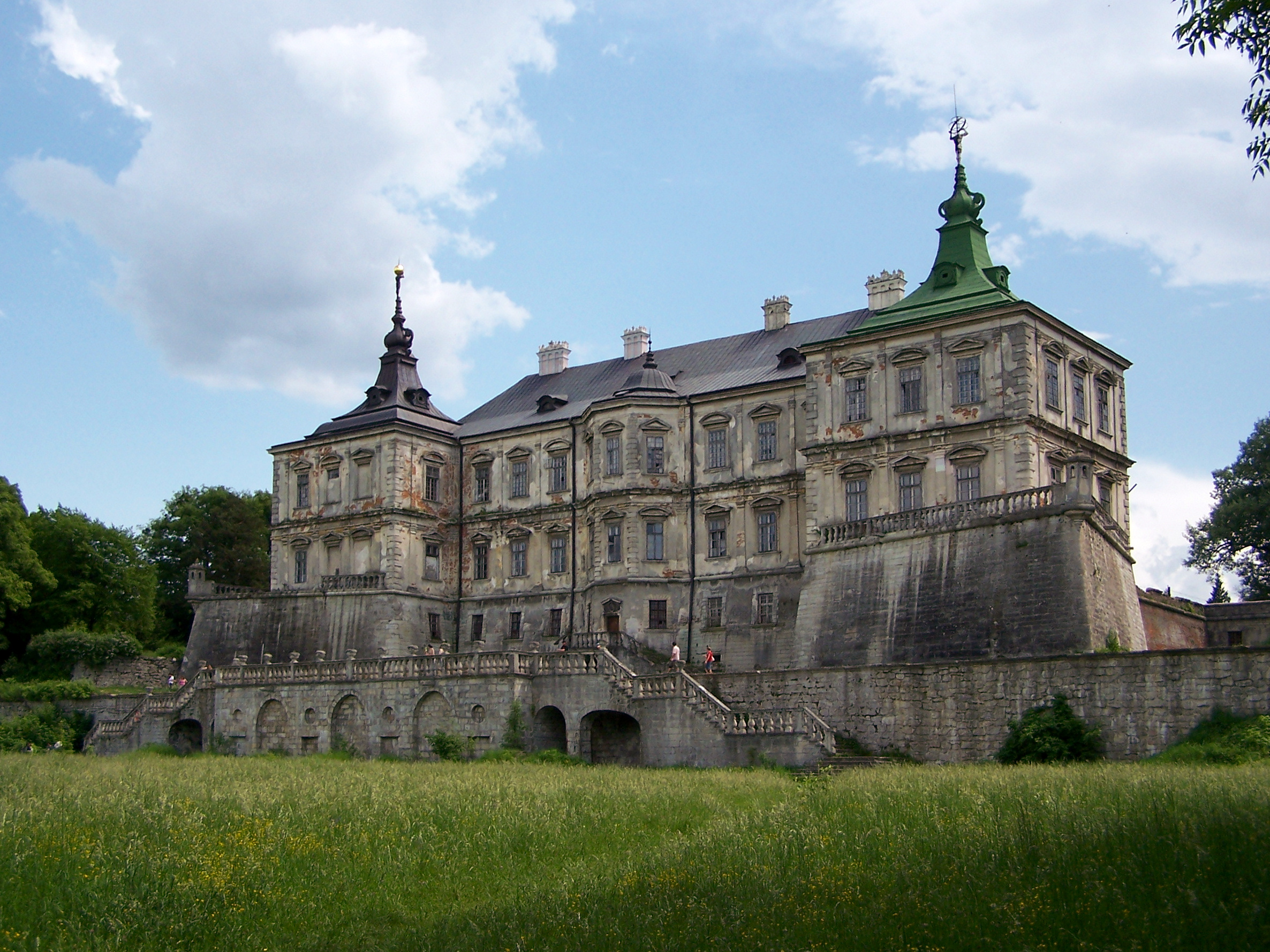
Zamek w Podhorcach, Andrzej del Acqua

W architekturze świeckiej wczesnego baroku w Polsce przeplatają się formy manieryzmu z elementami nowego stylu. Największe różnice widoczne są w programie funkcjonalnym budowli. Fortyfikacje bastionowe definitywnie zastępują znane z wcześniejszych wieków mury obronne, pałacowe fasady urozmaicają ryzality.
Do pierwszych realizacji w tym okresie należą:
- odbudowa północnego skrzydła zamku wawelskiego (od 1602), pod kierunkiem Jana Trevano; umieszczone w skrzydle apartamenty Zygmunta III poprzedza Sala Pod Ptakami z dekoracyjnym kominkiem ozdobionym herbem Wazów. Pokoje poprzedzają monumentalne Schody Senatorskie;
- przebudowa Zamku Królewskiego w Warszawie (1600–1619, Matteo Castello, Jakub Rotundo, Andrzej Wegner Abrahamowicz). Plan przebudowy obejmował dobudowanie do istniejącej budowli trzech skrzydeł, które wyodrębniły nieregularny, pięcioboczny dziedziniec. W środkowej części jednego ze skrzydeł wybudowano wysoką (60, m) wieżę zegarową. Podczas potopu szwedzkiego zamek został zniszczony (1655);
- przebudowa zamku Ujazdowskiego w Warszawie, podmiejskiej rezydencji królewskiej (1619–1624); dwukondygnacyjna budowla z wewnętrznym, arkadowym dziedzińcem i narożnymi, trzykondygnacyjnymi basztami na planie sześcioboków usytuowanymi w narożach założenia. Fasadę wschodnią (od strony Wisły) urozmaicała arkadowa loggia;
- pałac Biskupów Krakowskich w Kielcach, zbudowany w latach 1637–1641) przez Tomasza Poncino, dwukondygnacyjna budowla z wyższymi o jedno piętro sześciobocznymi basztami, bez wewnętrznego dziedzińca, z arkadowymi loggiami przy elewacji frontowej i tylnej;
- rozbudowa zamku Kmitów w Wiśniczu (1615–1621) na zamówienie Stanisława Lubomirskiego; autorem projektu był najprawdopodobniej Maciej Trapolla, który ufortyfikował średniowieczny zamek nowym, pięciobocznym narysem bastionowym; na wewnętrznym dziedzińcu zamkowym umieścił przy ścianie północnej – trzykondygnacyjny krużganek, po stronie południowej – zewnętrzną klatkę schodową a po stronie wschodniej – kaplicę grobową przykrytą kopułą wspartą na żaglach. W kurtynie wschodniej systemu fortyfikacyjnego umieścił bramę wjazdową;
- zamek Ossolińskich Krzyżtopór pod Ujazdem, zbudowany w latach 1627–1644 przez Wawrzyńca Senesa jako palazzo in fortezza. Wewnątrz pięciobocznego narysu bastionowego Senes wkomponował budowlę z trapezowym dziedzińcem poprzedzającym pałac i położonym dalej od bramy wjazdowej, eliptycznym, paradnym dziedzińcem z krużgankami. Zamek został zniszczony podczas wojny (1650-1655) i nigdy nie był odbudowany;
- w latach 1635–1640 Wilhelm le Vasseur de Beauplan i Andrea dell’Aqua zbudowali na zlecenie Stanisława Koniecpolskiego zamek w Podhorcach (teren dzisiejszej Ukrainy), ufortyfikowaną rezydencję o charakterze pałacowym (tzw. palazzo in fortezza). Budowla zaprojektowana na planie kwadratu o boku 55,0 m, z czterema mocno wysuniętymi bastionami i wewnętrznym dziedzińcem. Trzypiętrowe, północne skrzydło z wysuniętymi trójściennymi ryzalitami w osi fasady stanowi część reprezentacyjną. Pozostałe, parterowe skrzydła w formie kazamat mieściły magazyny i pomieszczenia dla służby i załogi zamku.

Charakter świecki ma także:
- Kolumna Zygmunta III Wazy w Warszawie z 1643–1644 r. według projektu Augustyna Locciego i Constantino Tencalli

## Okres rozkwitu baroku
Zakończenie wojny szwedzkiej i podpisanie pokoju w Oliwie częściowo uspokoiło sytuację na terenie Rzeczypospolitej. Większa aktywność w architekturze jest widoczna dopiero po objęciu tronu przez Jana III Sobieskiego. Do najwybitniejszych artystów tego okresu należą: Tylman z Gameren, Holender wykształcony we Włoszech, Francesco Solari, oraz Jan i Jerzy Catenazzi.

### Architektura sakralna

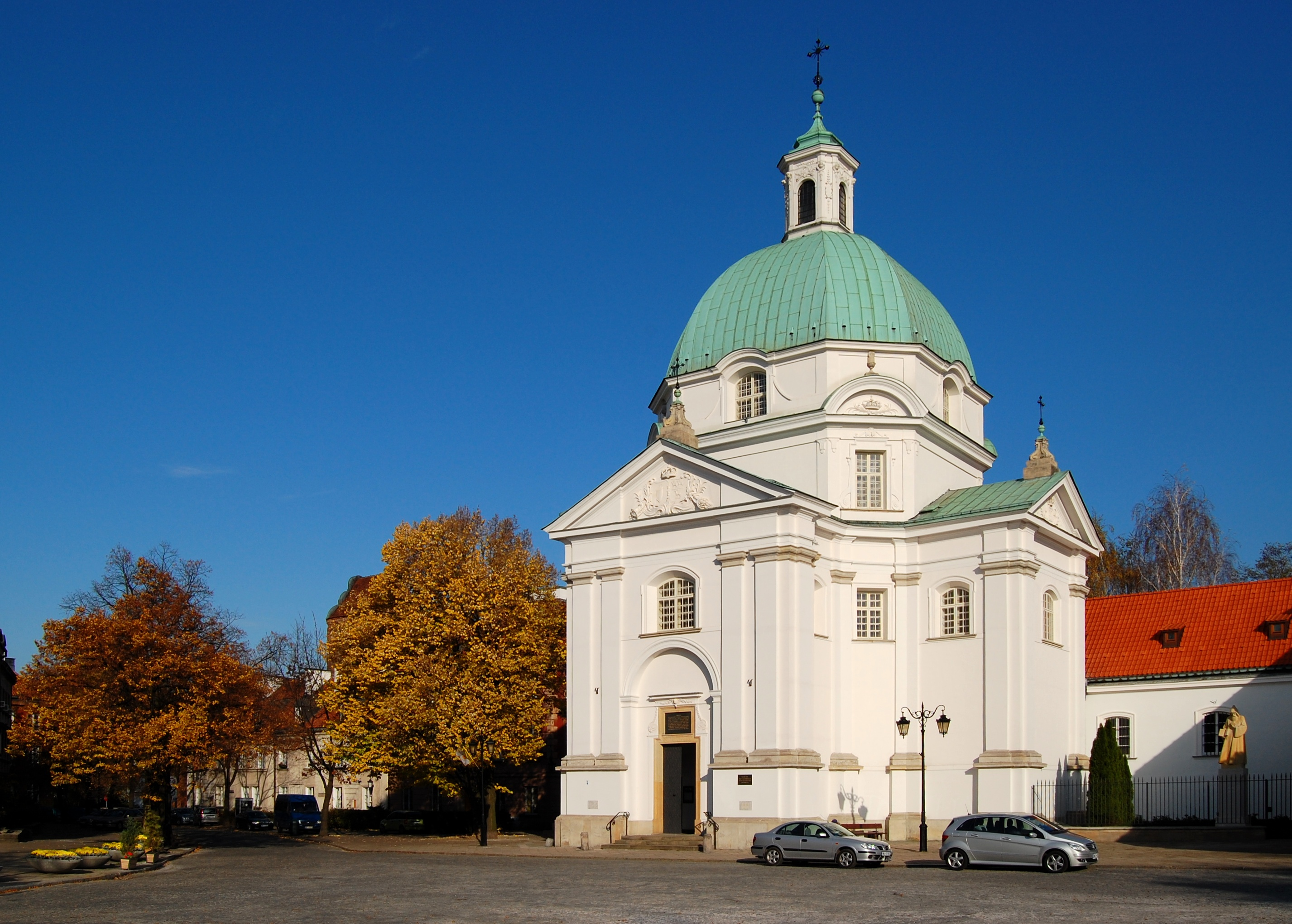
Kościół św. Kazimierza w Warszawie

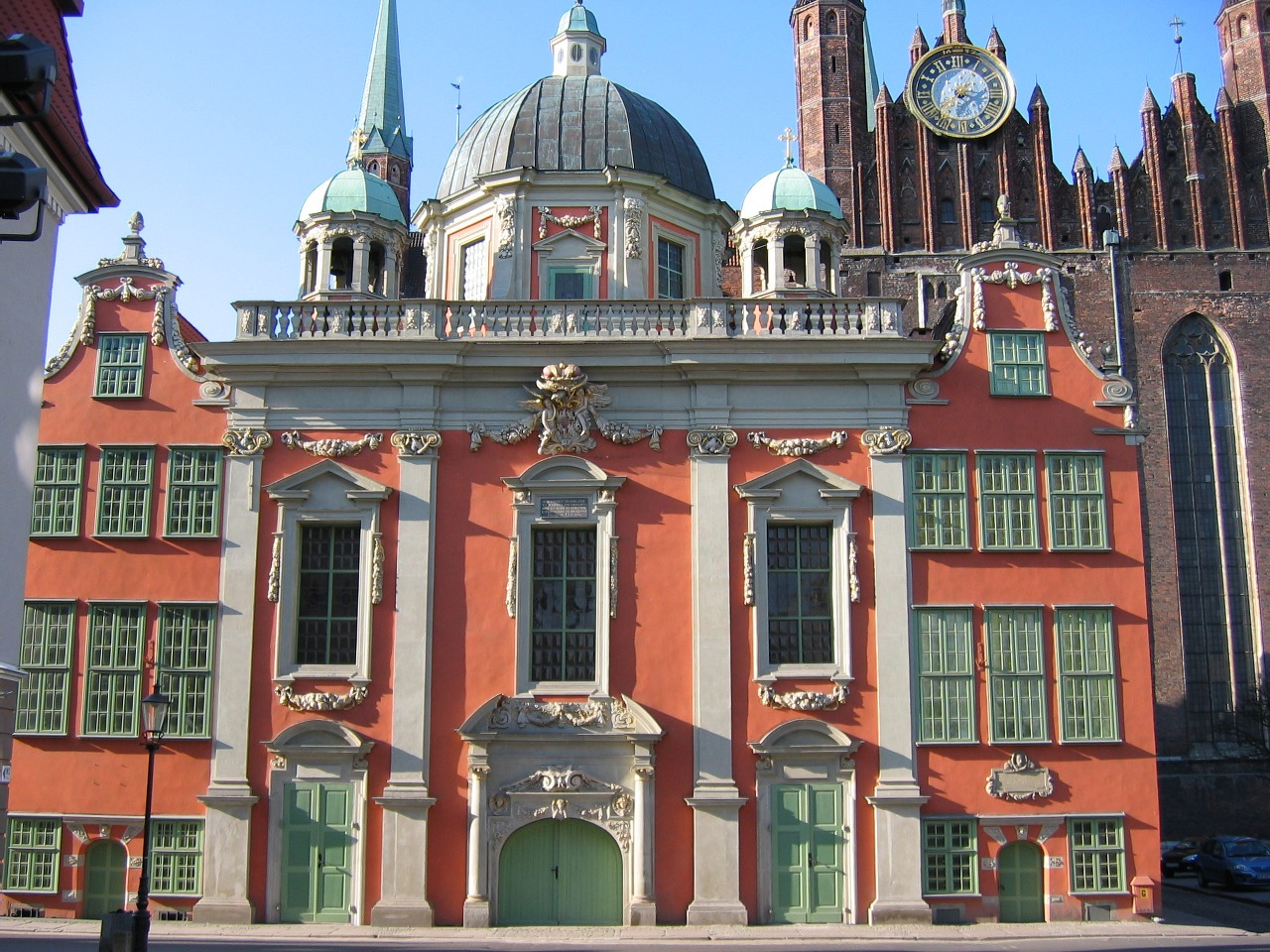
Kaplica Królewska w Gdańsku

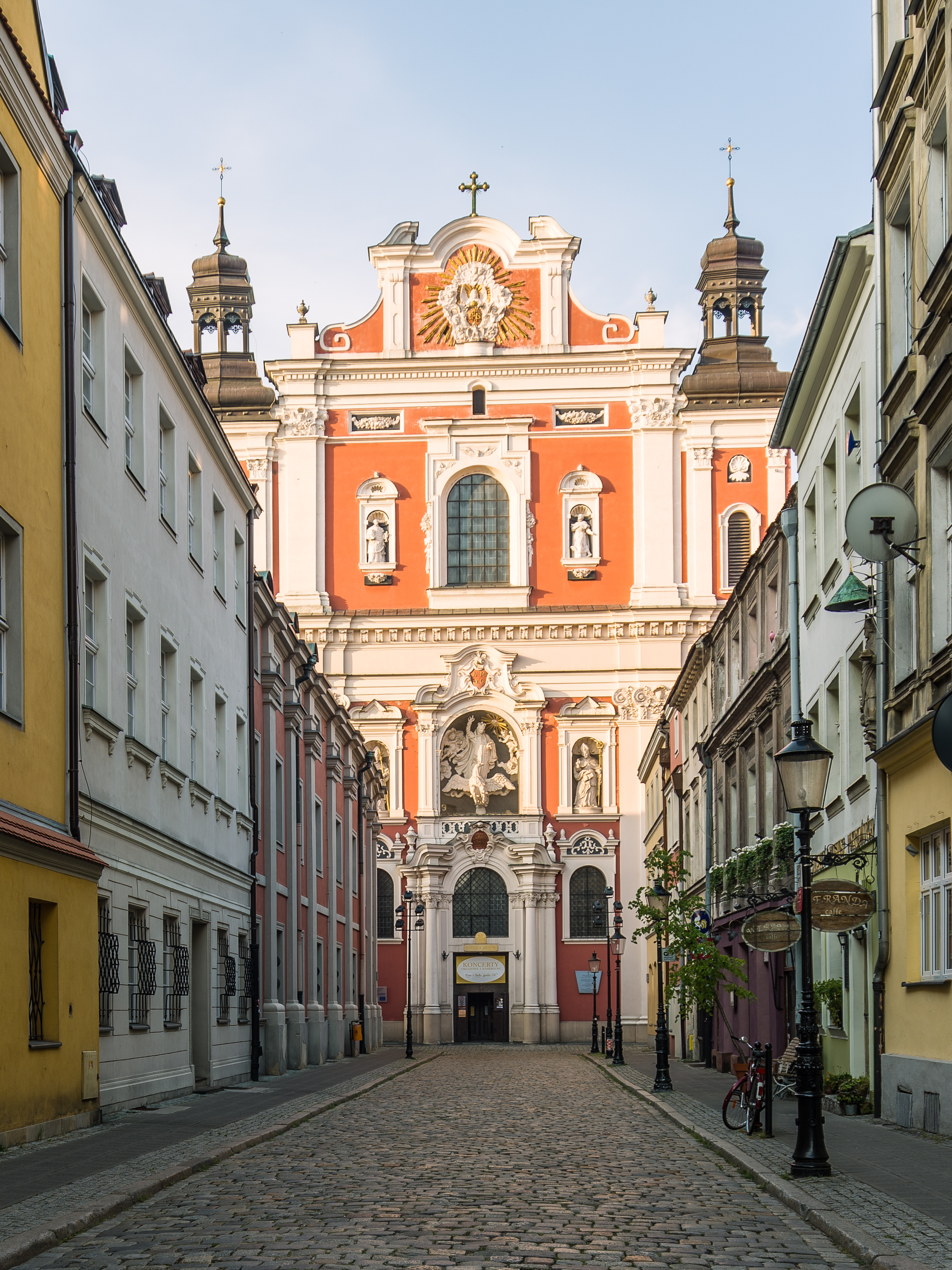
Poznańska fara

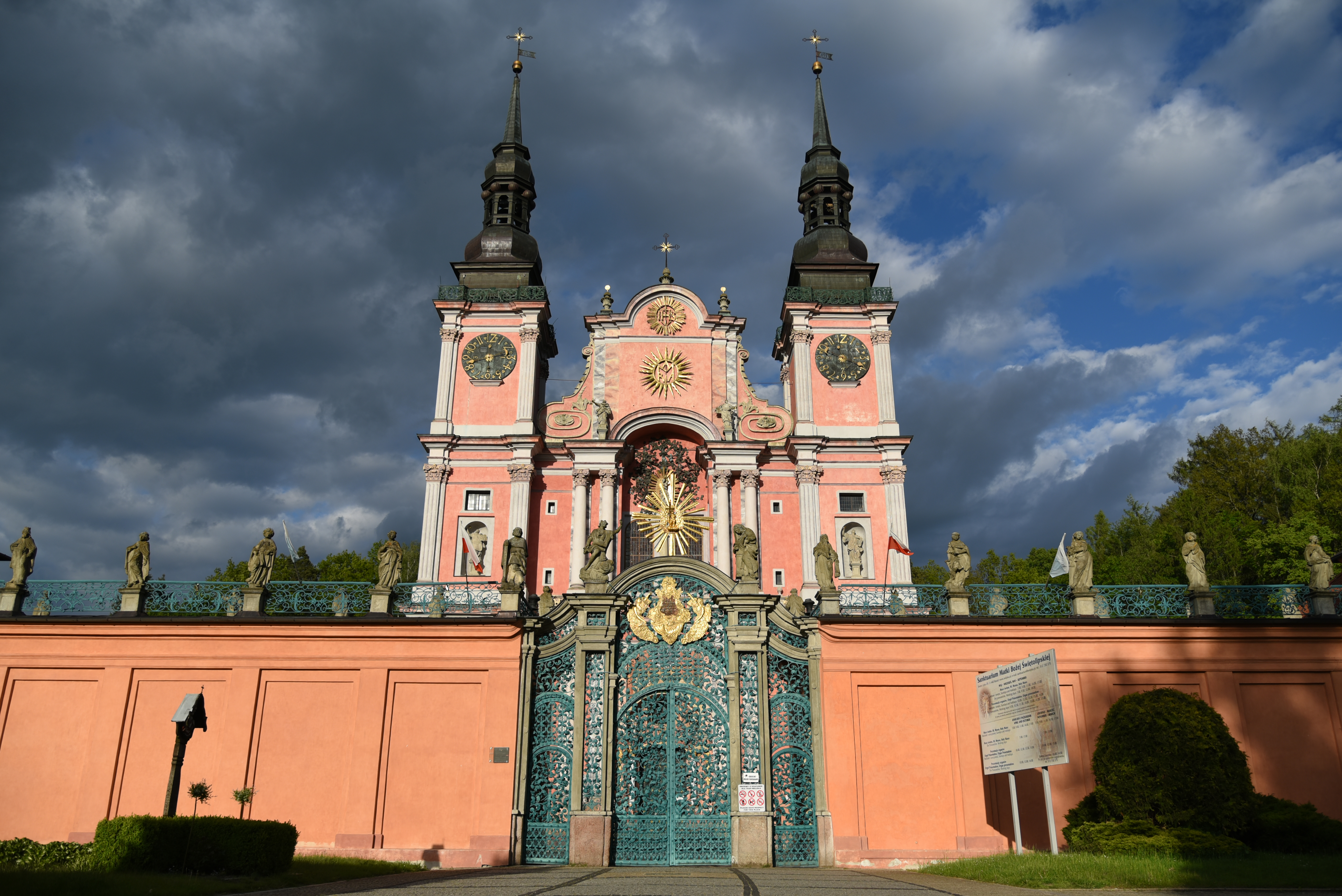
Święta Lipka

Nie ma jednego typu budowli charakterystycznych dla tego okresu. Budowane są kościoły na planie centralnym lub prostokątnym, zazwyczaj z dominująca kopułą. W ogólnym zarysie nawiązują do dzieł włoskich począwszy od typu kościoła rozpowszechnionego przez jezuitów po architekturę wenecką – Baldassare Longhena kościół Santa Maria della Salute. Często spotykane są rozwiązania elewacji o klasycyzujących formach, nawiązujące do prac Palladia.
Największy wpływ na ukształtowanie się architektury tego okresu miał Tylman z Gameren. Do jego prac należą projekty:
- kościoła Sakramentek pod wezwaniem św. Kazimierza w Warszawie ufundowany przez królową Marysieńkę; zbudowany na planie krzyża greckiego z ośmiobocznym wnętrzem przykrytym kopułą a dokładniej sklepieniem klasztornym wspartym na bębnie z wieńczącą je latarnią (1688–1692)
- warszawskiego kościoła Bernardynów na Czerniakowie; zaprojektowanego także na planie krzyża greckiego. Centralna nawa w formie kwadratu została zwieńczona kopułą wspartą na żaglach i obudowaną na zewnątrz ośmiokątnym tamburynem. Do kościoła przylega duże, ośmioboczne prezbiterium z relikwiarzem św. Bonifacego, 1687–1692
- kościoła św. Anny w Krakowie (1689–1703). Kościół zbudował Francesco Solari. Tylman opracował projekt budowli trójnawowej z kopułą na żaglach i bębnie umieszczoną nad skrzyżowaniem naw z transeptem. Elewacja flankowana dwiema wieżami zwieńczonymi hełmami to dzieło księdza Sebastiana Sierakowskiego. Wystrój rzeźbiarski wnętrza został opracowany przez Baltazara Fontanę.
- przebudowy fasady kościoła św. Krzyża w Rzeszowie (1702–1707)
- kaplicy Królewskiej w Gdańsku (1678–1681)
- odbudowy kościoła Wniebowzięcia Najświętszej Marii Panny w Węgrowie (1703–1706), praca zrealizowana przy udziale architektów Carlo Ceroniego i Jana Reisnera.

Francesco Solari współpracował z Tylmanem przy budowie kościoła św. Anny w Krakowie. Jego samodzielną pracą jest zbudowany w latach 1682–1695 jednonawowy kościół św. Franciszka Salezego w Krakowie (kościół wizytek). Do budowy kościoła zainicjowanej przez biskupa Jana Małachowskiego zaangażowano także architektów polskich – jezuitę Stanisława Solskiego i Ludwika Grabiańskiego.
W tym samym okresie działali także Jerzy i Jan Catenazzi. Do dorobku Jana należą między innymi:
- kościół NMP (filipinów) na Świętej Górze w pobliżu Gostynia zbudowana na wzór weneckiego kościoła Santa Maria della Salute. Zresztą projekt bazyliki opracował twórca weneckiego pierwowzoru – Baldassare Longhena. Jest to centralna budowla zwieńczona kopułą osadzoną na bębnie. Pracami przy jej budowie kierował Jerzy Catenazzi, początkowo sam, później pracował wspólnie z bratankiem Janem (1675–1698. W latach 1726–1728 bazylika została ukończona przez Pompeo Ferrari, który osadził na bębnie kopułę zwieńczoną latarnią.
- kościół św. Mikołaja w Lesznie, zbudowana ok. 1680. Jest to budowla jednonawowa z wysokimi kaplicami bocznymi przylegającymi do nawy głównej. Całość tworzy wrażenie kościoła halowego. Dzieło Catenazziego ukończył Pompeo Ferrari.
- kolegiata Poznańska Matki Boskiej Nieustającej Pomocy i św. Marii Magdaleny w Poznaniu (Catenazzi pracował przy tym projekcie w latach 1696–1701), kościół budowany wcześniej przez Bartłomieja Wąsowskiego i ukończony przez Pompeo Ferrari.
- kolegium jezuitów w Poznaniu (1701–1733).
- kościół św. Jana Chrzciciela, pocysterski w Przemęcie (1651–1690).
- kościół reformatów w Woźnikach (od 1706), prace kontynuował Pompeo Ferrari.
- kościół cystersów w Obrze (1701–1707).
- odbudowa klasztoru cysterek w Owińskach (ok. 1703).
- kościół parafialny w Starym Białczu (1696–1717).

W Wilnie działają polscy lub spolonizowani architekci, wśród nich, na pierwszy plan wysuwa się Jan Zaor. Najważniejszym dziełem w dorobku tego architekta jest projekt kościół św. Piotra i Pawła na Antokolu w Wilnie, zbudowany w latach 1668–1675. Bogata sztukatorska dekoracja to dzieło Pietro Pertiego i Giovanniego Gallego.
Inne ważne dzieła architektury sakralnej to m.in.:
- kościół Jezuitów w Pińsku z lat 1647-1651
- kościół i klasztor Kamedułów w Pożajściu koło Kowna z lat 1667-1690,
- bazylika w Świętej Lipce na Mazurach z lat 1688-1693,
- zespół klasztorny Kamedułów na Bielanach w Warszawie
- sanktuarium Matki Bożej Bolesnej w Jarosławiu
- bazylika katedralna św. Franciszka Ksawerego w Grodnie powstała do 1679 r.
- bazylika jasnogórska w Częstochowie z końca XVII w.,
- kościół Pijarów w Łowiczu z lat 1672-1680, rozbudowany i konsekrowany w 1749 roku

### Architektura świecka

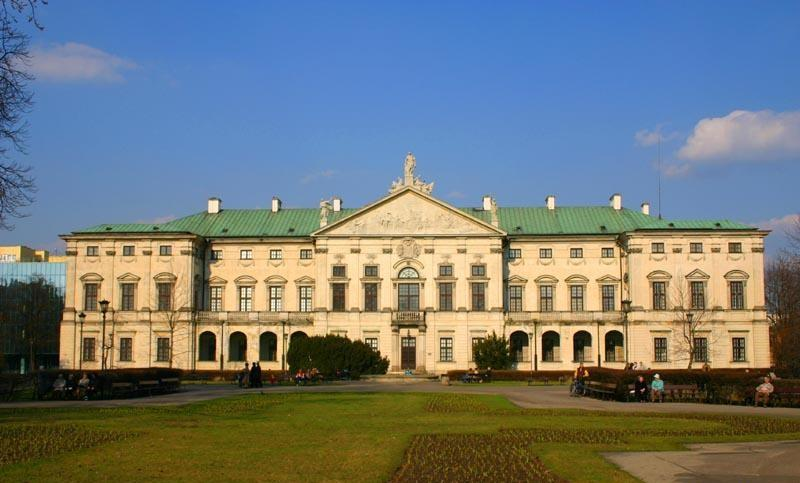
Pałac Krasińskich w Warszawie

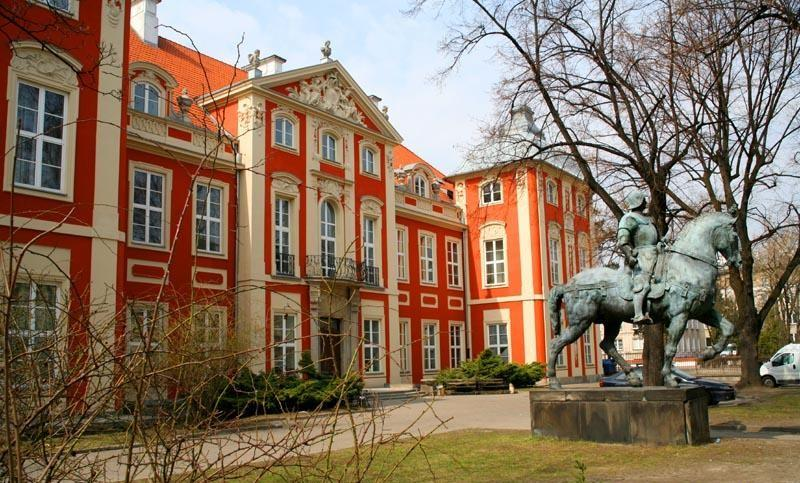
Pałac Czapskich w Warszawie

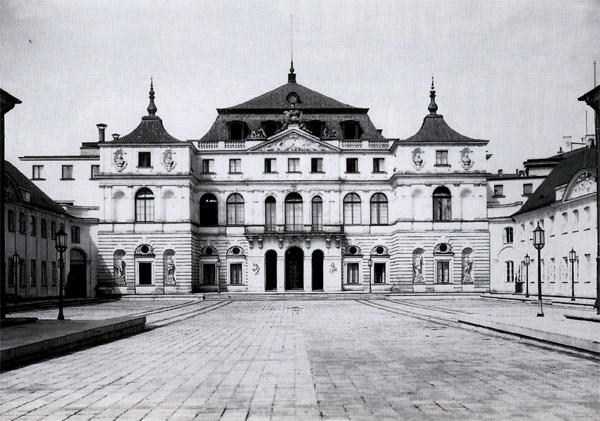
Pałac Brühla w Warszawie

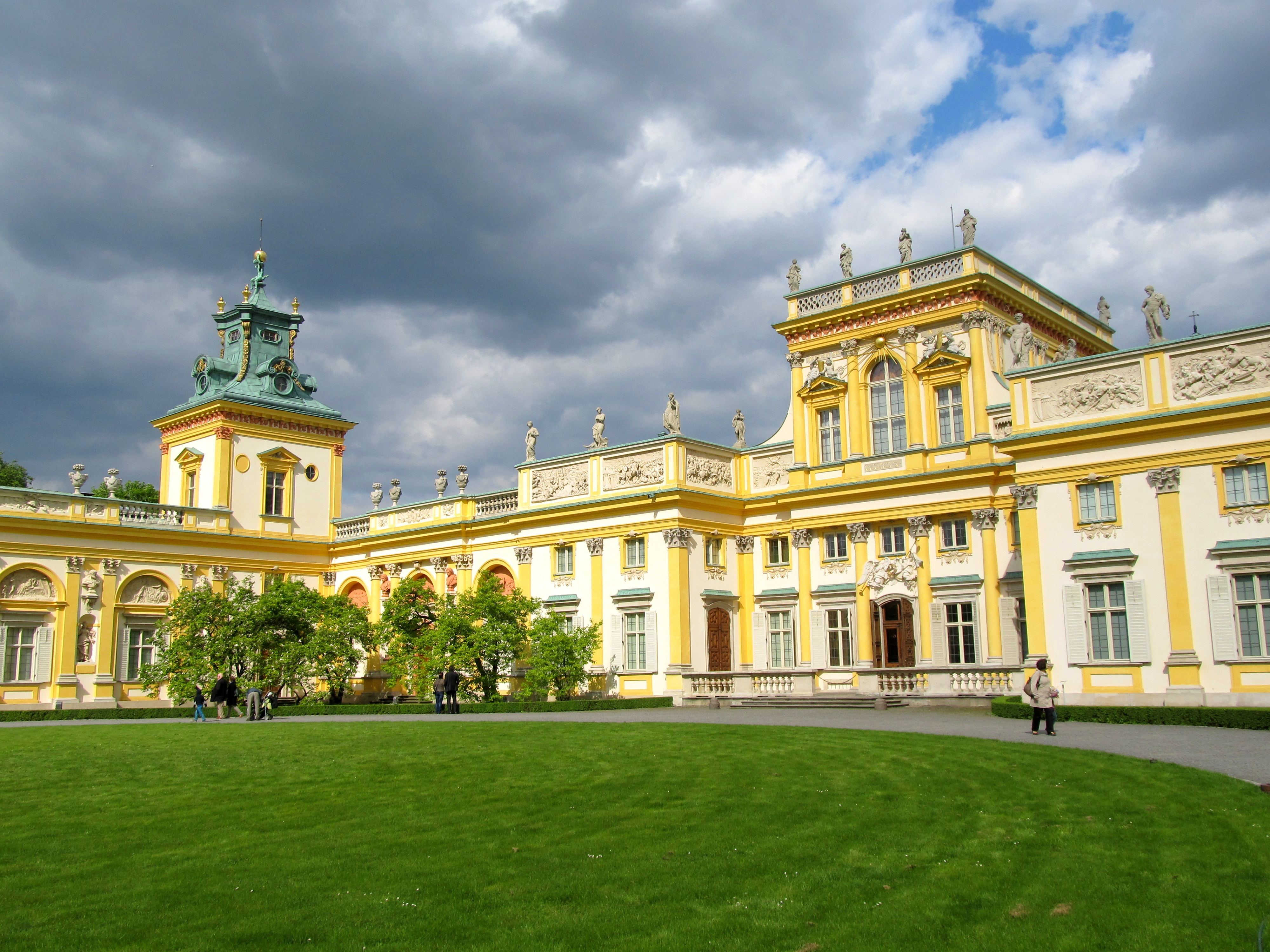
Pałac w Wilanowie

Na zamówienia magnatów i rodziny królewskiej budowane są nowe i przebudowywane istniejące zamki i pałace. Część z nich przetrwała do naszych czasów, inne zostały zburzone lub przebudowane. W 1677 r. Jan III Sobieski zainicjował budowę pałacu w Wilanowie. Zadania podjął się Augustyn Wincenty Locci. W latach 1681–1682 nadbudowano piętro i rozciągnięto fasadę dodając galerie z niskimi wieżami. Dziesięć lat później, w części środkowej umieszczono dużą, reprezentacyjną salę. Skrzydła boczne zostały dobudowane po 1720 r. Nad wystrojem budowli pracowali Claude Callot, Jerzy Eleuter Szymonowicz Siemiginowski, Jan Reisner, Michelangelo Palloni, Martino Altomonte.
Jedną z najważniejszych postaci architektury świeckiej w tym okresie, podobnie jak w architekturze sakralnej, był Tylman z Gameren. Pozostawił po sobie wiele projektów i dzieł, które miały znaczący wpływ na rozwój architektury baroku tego okresu. Jego styl charakteryzuje elegancja klasycyzującej formy i oszczędność detalu. Jedynie w projektowanych przez niego małych formach architektonicznych, takich jak epitafia, katafalki, pozwala sobie na większe nagromadzenie detali z dużą domieszką wzorów niderlandzkich. Pierwsze jego dzieła były związane z architekturą obronną. Pracował przy budowie twierdz i umocnień dla hetmana polnego koronnego Jerzego Sebastiana Lubomirskiego. Rozgłos przyniosły mu projekty rezydencji i pałaców magnackich w typie  (fr. entre cour et jardin (pomiędzy dziedzińcem a ogrodem). Zazwyczaj były to budowle o prostopadłościennej bryle. Symetrię fasad podkreślały niskie wieże przylegające do krótszych boków budynków. W osi symetrii mieściła się duża sala łącząca wejście frontowe i ogrodowe. Było to miejsce reprezentacyjne, w którym łączyły się ciągi komunikacyjne prowadzące do pozostałych pomieszczeń.
Do najważniejszych dzieł architektury świeckiej tego okresu należą:
- pałac Krasińskich w Warszawie o symetrycznej bryle i monumentalnej, podkreślonej wielkim porządkiem elewacji z dekoracjami Schlütera,
- Pałac Branickich w Białymstoku,
- pałac w Nieborowie,
- przebudowa pałacu Lubomirskich w Dąbrowie Tarnowskiej,
- pałac Czapskich w Warszawie,
- pałac Lubomirskich w Lublinie,
- pałac Paca-Radziwiłłów w Warszawie,
- pałac Brühla w Warszawie (przebudowany w XVIII w., zburzony w 1944 roku),
- rozbudowa pałacu prymasowskiego w Warszawie,
- pałac Bielińskich w Otwocku Wielkim (1693–1703),
- Marywil, zespół urbanistyczny skupiony wokół pięciobocznego placu, wokół którego zbudowano ciąg budynków mieszkalnych z częściami handlowymi. Na wprost wjazdu na plac umieszczono kaplicę Matki Boskiej Zwycięskiej. Projekt kaplicy nawiązywał do kościoła św. Kazimierza (Sakramentek) w Warszawie. Ta lokalizacja podkreślała osiową kompozycję całego układu,
- zamek Ostrogskich (Pałac Gnińskich) w Warszawie,
- przebudowa zamku w Rzeszowie (później przebudowany),
- przebudowa fortyfikacji zamku w Łańcucie (1667) i dodanie hełmów do zachodnich wież.

Osobny rozdział historii architektury tego okresu to ostateczne ukształtowanie charakterystycznej dla krajobrazu Polski sylwetki  dworu polskiego. Parterowy budynek z mansardowym dachem o planie, którego symetrię podkreślały ryzality i ganek wejściowy przetrwał w tej formie do XX wieku. Jedynie wyposażenie i dekoracja wnętrz ulegała modyfikacji, zależnie od obowiązujących trendów w sztuce.

## Okres późnego baroku

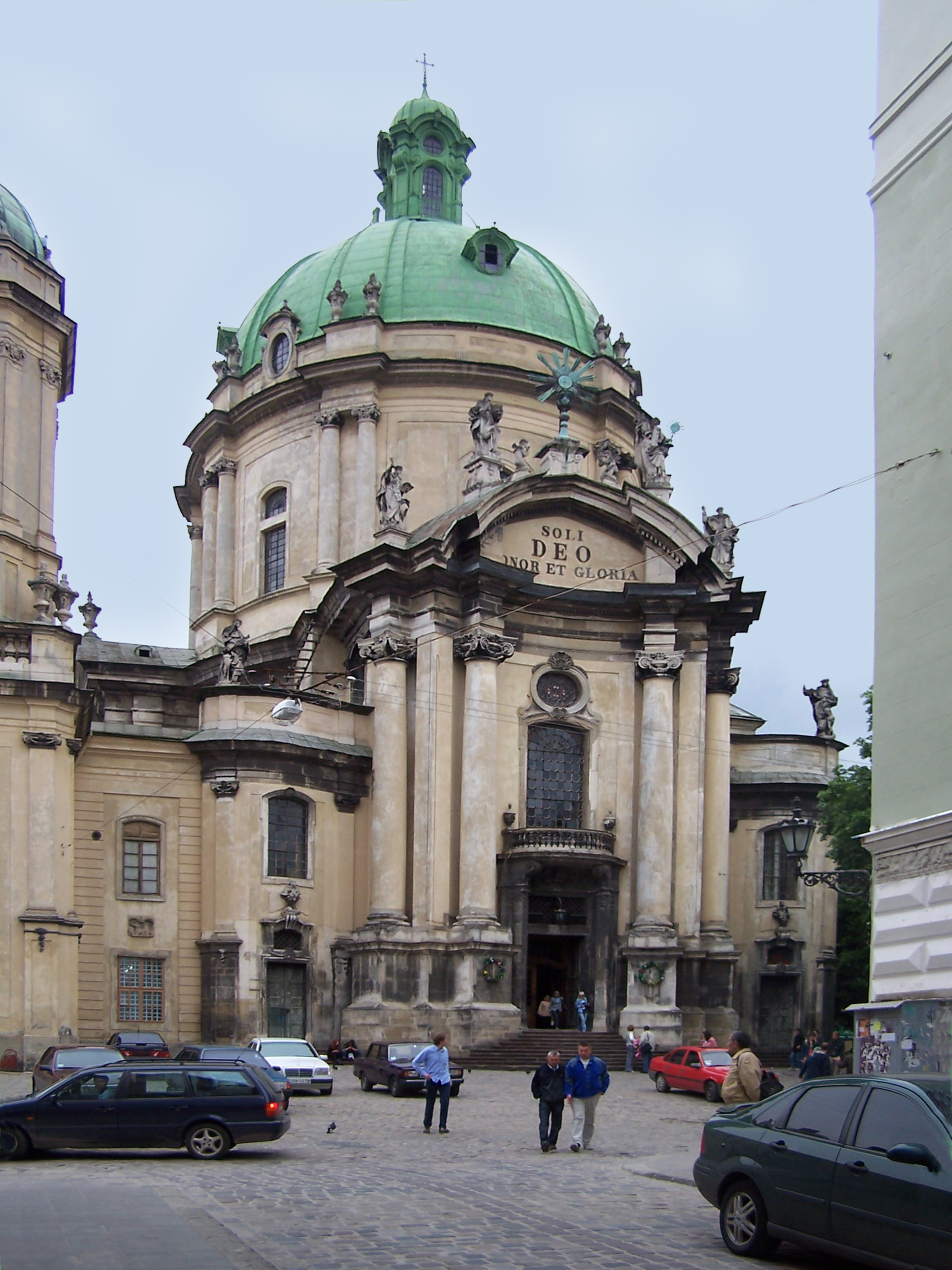
Kościół Dominikanów we Lwowie

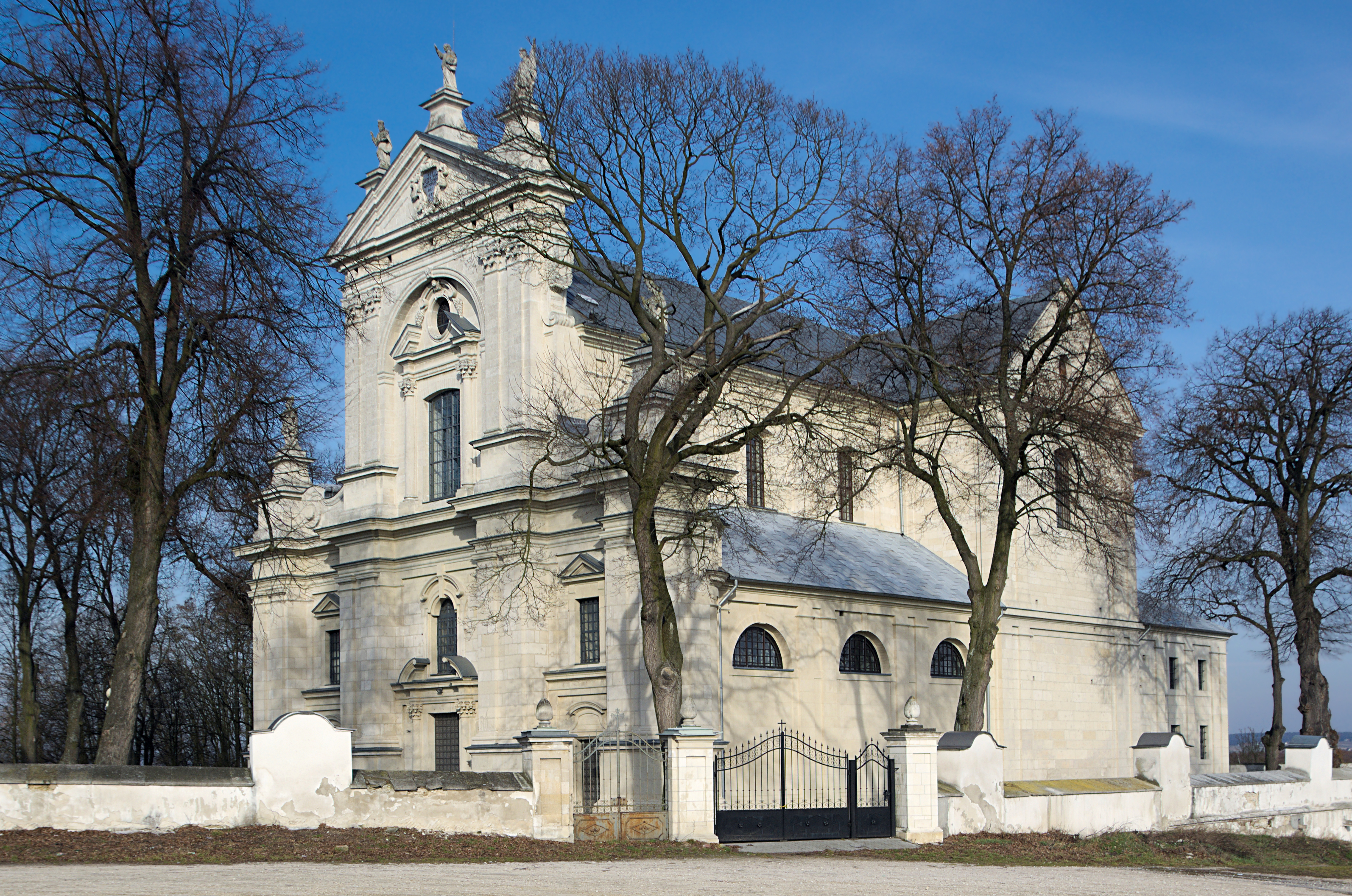
Kościół św. Ducha i Matki Boskiej Bolesnej w Młodzawach Małych

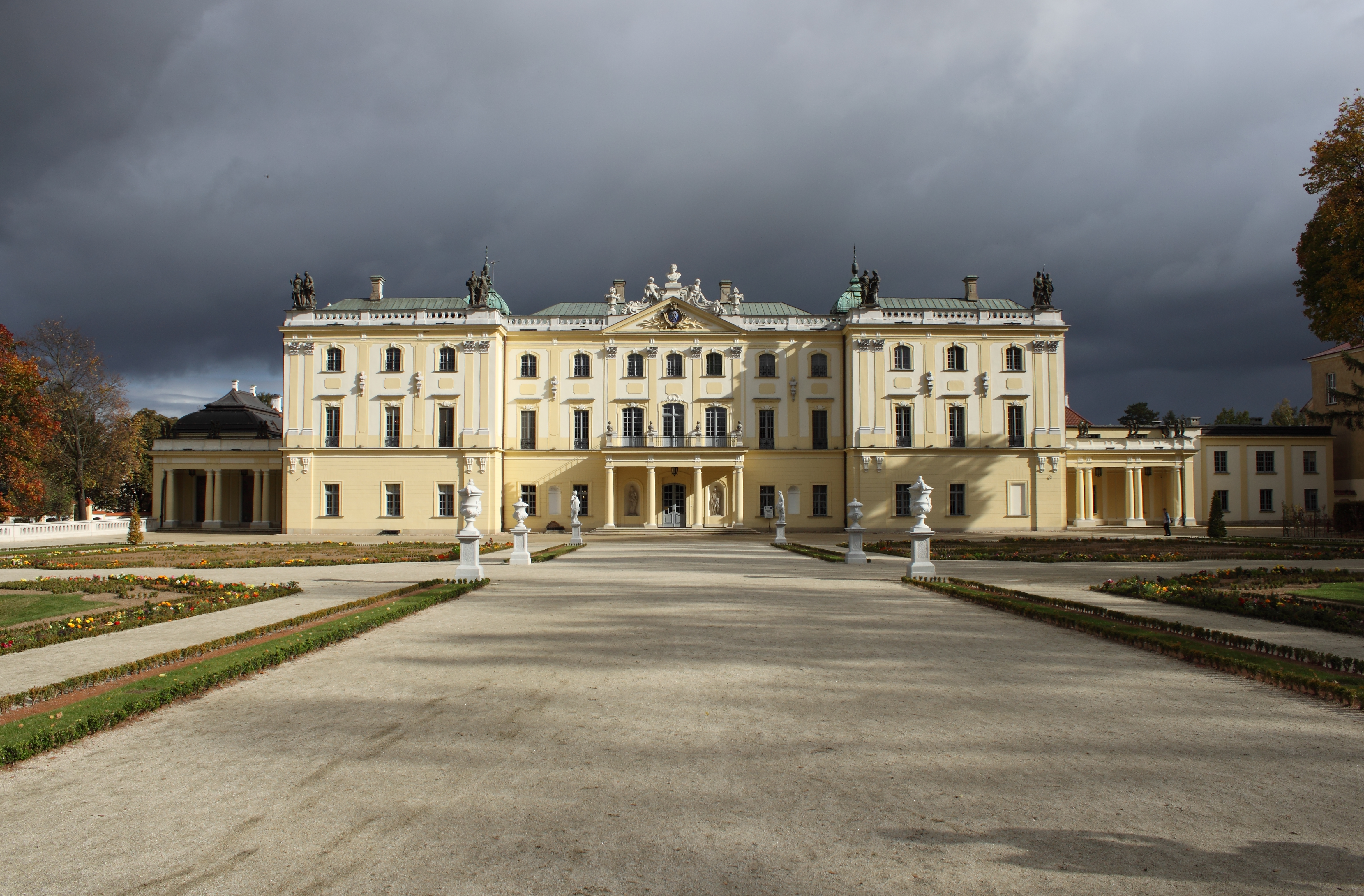
Pałac Branickich w Białymstoku

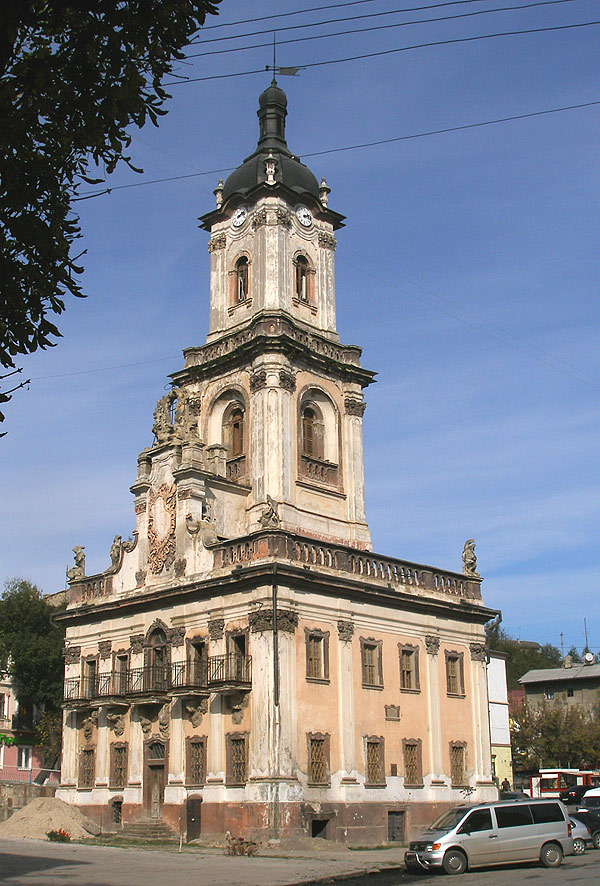
Ratusz w Buczaczu

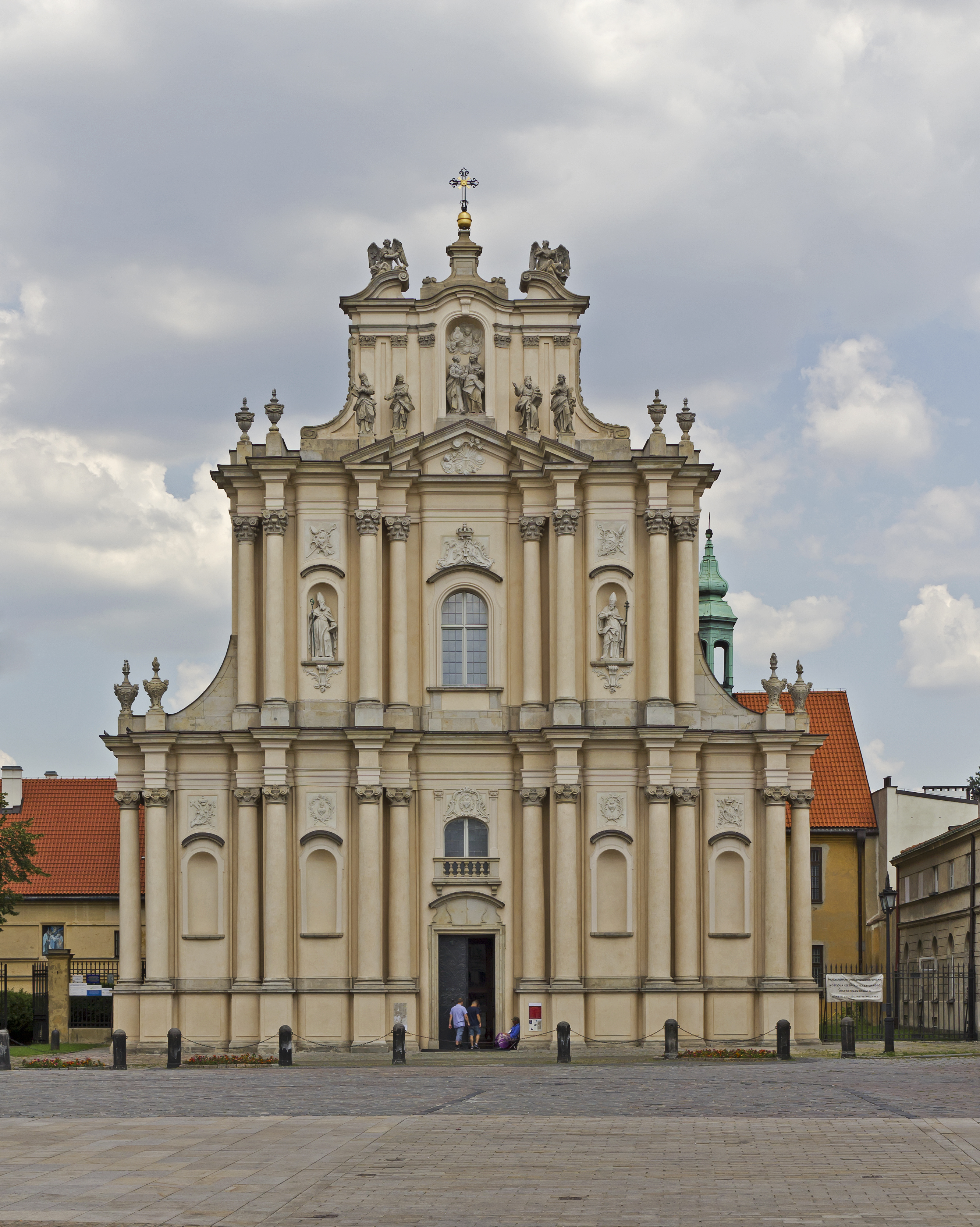
Kościół Wizytek w Warszawie

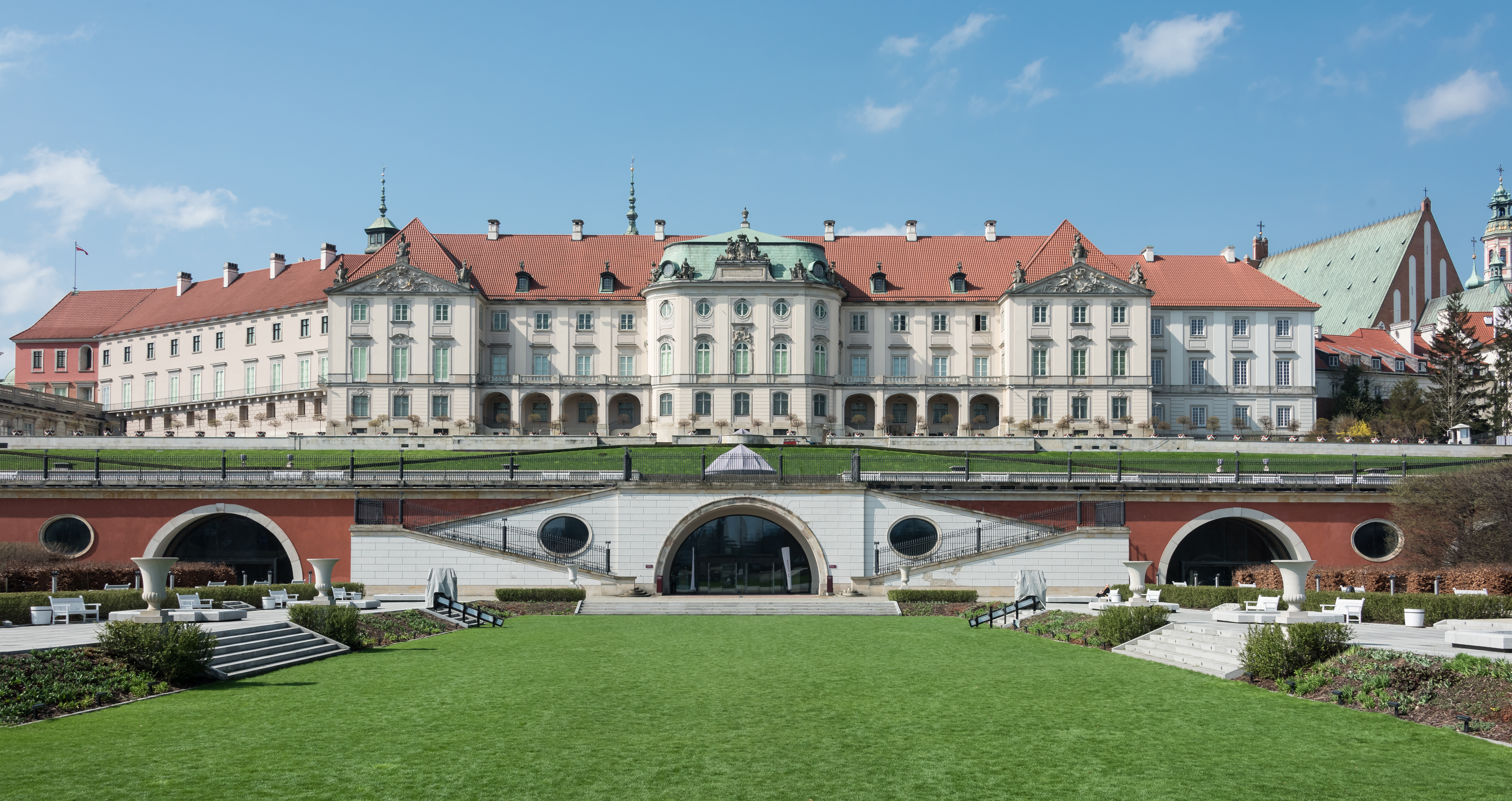
Zamek w Warszawie od strony Wisły

Po śmierci Jana III Sobieskiego, w Polsce, coraz wyraźniej widoczne są problemy wewnętrzne. Anarchia, prywata rodów magnackich, podporządkowanie monarchiom państw sąsiednich i skuteczne torpedowanie prób przeprowadzenia reform stają się przyczyną stopniowego upadku państwa. W tym czasie władzę w kraju sprawują Stanisław Leszczyński oraz królowie sascy – August II i August III. W architekturze tego okresu widoczny jest regres, w którym jednak szczególnie wybija się twórczość Kacpra Bażanki i Pompeo Ferrariego. Na architekturę tego okresu największy wpływ wywarły wzory saksońskie, wypracowane w oparciu o szkołę włoską i francuską.
Ostatni rozkwit architektury barokowej dał się zaobserwować od lat 40. XVIII wieku w ośrodkach położonych we wschodniej części Rzeczypospolitej, gdzie wykształcił się oryginalny styl określany jako barok wileński (Jan Krzysztof Glaubitz). Znaczący był też w tym czasie ośrodek artystyczny powstały we Lwowie (Bernard Meretyn, Jan de Witte, Jan Gottfryd Hoffmann, Paweł Antoni Fontana). Nurt ten był obecny w architekturze Rzeczypospolitej obok coraz popularniejszego stylu klasycystycznego, którego elementy są też widoczne w realizacjach późnobarokowych (m.in. u Jakuba Fontany).
Do najważniejszych dzieł powstałych w tym okresie należą,
w architekturze sakralnej:
- Klasztor Dominikanów w Tarnobrzegu (1706), w którym znajduje się cudowny obraz Matki Boskiej
- kościół Świętego Ducha w Wilnie
- kościół Bazylianów w Berezweczu (nieistniejący)
- kościół św. Stanisława w Krzemieńcu
- kościół św. Katarzyny w Wilnie (1739-1743)
- kościół św. Andrzeja w Słonimiu
- kościół Augustianów w Wilnie
- kościół Misjonarzy w Wilnie (1751-1756)
- kościół Bazylianów w Mińsku Litewskim
- sobór św. Zofii w Połocku
- kościół Przemienienia Pańskiego w Krakowie
- kościół Trynitarzy (obecnie Bonifratrów) w Krakowie
- kościół św. Ducha i Matki Boskiej Bolesnej w Młodzawach Małych, z lat 1716-1720
- kościół Bernardynów w Zbarażu, z lat 1746 – 1752
- Sobór Zaśnięcia Matki Bożej w Poczajowie
- kościół zamkowy św. Józefa w Podhorcach z lat (1752–1766), według planów Romanusa z dekoracją S. Fesingera.
- kościół św. Józefa Oblubieńca w Zasławiu (1747-1755)
- kościół Benedyktynek pw. Wszystkich Świętych w Drohiczynie z lat 1734-1738 (Jakub Fontana)
- sobór św. Jura we Lwowie (Bernard Meretyn)
- kościół Dominikanów we Lwowie (Jan de Witte)
- bazylika Narodzenia NMP w Chełmie
- kościół w Berdyczowie
- kościół bernardynów w Budsławiu z lat 1740-1755 (J.Fontana)
- kościół Trójcy Świętej w Beresteczku
- kościół Wizytek w Warszawie (Karol Bay)
- bazylika Świętego Krzyża w Warszawie (fasada Jakuba Fontany)
- kościół w Kobyłce z lat 1736-1740 (Guido Longhi)
- kościół Dominikanów w Tarnopolu (1773–1778)

W architekturze świeckiej:
- Fasada od strony Wisły zamku w Warszawie (Gaetano Chiaveri, Carl Friedrich Pöppelmann)
- Pałac w Radzyniu Podlaskim (Jakub Fontana)
- Pałac Saski w Warszawie (Carl Friedrich Pöppelmann i Joachim Daniel Jauch, przebudowany w XIX w.)
- Pałac Brühla w Warszawie, przebudowa 1754-1759 (Joachim Daniel Jauch i Johann Friedrich Knöbel)
- Pałac w Otwocku Wielkim (Jakub Fontana)
- Pałac Sapiehów w Warszawie (Jan Zygmunt Deybel)
- Pałac w Krystynopolu z ok. 1756 r. (Ricaud de Tirregaille)
- Pałac Czartoryskich w Puławach (obecnie przebudowany)
- Pałac Lubomirskich we Lwowie (Jan de Witte)
- Pałac Błękitny w Warszawie (przebudowany w 1 poł. XIX w.)
- Pałac Biskupów Krakowskich w Warszawie (Jakub Fontana)
- Pałac Sanguszków w Zasławiu
- Pałac Opatów w Oliwie z lat 1754 – 1756
- Pałac Branickich w Choroszczy z lat 1757-1759
- Ratusz w Buczaczu (Bernard Meretyn)
- Pałac Pod Blachą w Warszawie
- Pałac biskupi w Ciążeniu
- Kamienica Prażmowskich w Warszawie
- Pałac w Rydzynie